# 1er régiment de Marines (États-Unis)
Le 1er régiment de Marines est un régiment d'infanterie du Corps des Marines des États-Unis basé au Marine Corps Base Camp Pendleton, en Californie. Le régiment, parfois appelé « Inchon » ou « Regimental Combat Team 1 », est placé sous le commandement de la 1re division de marine et du I Marine Expeditionary Force.

## Unités subordonnées
Le régiment comprend quatre bataillons d'infanterie et une compagnie de quartier général: 
- Compagnie e quartier général 1st Marines (HQ / 1st Marines)
- 1er bataillon, 1er Marines (1 / 1er Marines)
- 2e bataillon, 1er Marines (2 / 1er Marines)
- 3e bataillon, 1er Marines (3 / 1er Marines)
- 1er bataillon, 4e Marines (1 / 4e Marines) - (le 1 / 4e Marines est affecté au 1er régiment de Marines dans le but de faciliter l'accueil du 4e Marines en tant que quartier général régimentaire «hôte» pour les bataillons lors des affectations d'unité à la 3e division des Marines sur Okinawa).

## Histoire
Le 1st Marines est activé à Philadelphie, en Pennsylvanie le 27 novembre 1913. À cette époque, il portait la désignation de 2nd Advanced Base Regiment. Au cours des premières années de son existence, le régiment a été principalement utilisé comme force de combat pendant la guerre des bananes, dans la région des Caraïbes. Le premier de ces engagements a eu lieu en avril 1914, lorsque le régiment a débarqué et saisi le port mexicain de Veracruz.
Il participa ensuite à la campagne haïtienne (1915–1916) et à la campagne en République dominicaine (1916). Le 1er juillet 1916, l'unité est renommée 1er régiment de marines. En décembre 1918, le 1er régiment revient dans les Caraïbes et est déployé à Cuba pendant environ six mois.
Après sa deuxième période de service en République dominicaine, il fut démobilisé. Il fut ensuite réactivé à Quantico, en Virginie, le 15 mars 1925. Le régiment a reçu sa nomination actuelle de 1er Marines le 10 juillet 1930. Les années 1930 ont été une période d'inactivité dans l'histoire du 1ers Marines, car l'unité était dans un état désactivé pendant la majeure partie de cette période. La Seconde Guerre mondiale a été l'occasion de la réactivation du régiment le 1er février 1941 à Culebra, Porto Rico dans le cadre de la 1re division de Marines.

### La Seconde Guerre mondiale
Le 1er Marines était alors à faible niveau de préparation, venant d'être reconstitué au début de la guerre. Mais grâce à un leadership de haut niveau, le régiment put être engagé dans le conflit. En juin 1942, le 1ers Marines part de San Francisco à bord d'un ensemble de huit navires à destination du Pacifique Sud. Le régiment a débarqué sur l'île de Guadalcanal, une partie des Îles Salomon, le 7 août 1942 et participa à la campagne de Guadalcanal jusqu'à ce qu'il soit relevé le 22 décembre 1942.
L'une des actions les plus importantes à laquelle le régiment a participé à Guadalcanal eu lieu le 21 août 1942 lors de la bataille de Tenaru, qui était la première contre-attaque japonaise de la campagne. Après leur première campagne, le régiment a été envoyé à Melbourne, Australie pour se reposer et pour se remettre en état. Pendant leur séjour, ils sont cantonnés au Melbourne Cricket Ground jusqu'à leur départ en septembre 1943.
Le 1er Marines sera ensuite engagé au cours de l'opération Cartwheel, qui était le nom de code pour les campagnes dans l'Est de la Nouvelle-Guinée et la Nouvelle-Bretagne. Le régiment sera le premier à terre lors de la bataille de Cape Gloucester le 26 décembre 1943. Il combattit ensuite sur l'île, à des endroits tels que Suicide Creek et Ajar Ridge, jusqu'en février 1944.
La bataille suivante du 1st Marines sera la plus sanglante à ce jour, la bataille de Peleliu. Le régiment débarque le 15 septembre 1944 dans le cadre de l'assaut de la 1re Division maritime sur l'île. Le général commandant la division, le général de division William H. Rupertus avait prédit que les combats seraient, « ... durs mais courts. Ce sera fini dans trois ou quatre jours - un combat comme Tarawa. Rugueux mais rapide. Ensuite, nous pouvons aller retour à une aire de repos. » 
Le 1er Marines a combattu sur Peleliu pendant 10 jours avant d'être retiré du front après avoir subi 58% de pertes et ne plus être efficace au combat. Le régiment a été décimé par l'artillerie lourde et les tirs précis d'armes légères dans les environs de Bloody Nose Ridge. Des attaques frontales répétées à la baïonnettes n'ont pas réussi à renverser les défenseurs japonais de la 14e division. Dix jours de combats sur Peleliu ont coûté au 1er régiment de Marines 1 749 victimes.
Le dernier engagement de la Seconde Guerre mondiale pour le régiment a été la bataille d'Okinawa sous le commandement du colonel Arthur T. Mason.
En septembre 1945, le 1er Marines est déployé dans le nord de la Chine pour participer à la garnison de la zone et au rapatriement d'anciens soldats ennemis. Il est resté en Chine jusqu'en février 1949. Il est également probable qu'ils étaient stationnés dans le nord de la Chine pour renforcer la défense des nationalistes chinois contre les communistes chinois. La présence du 1er Marines a été utilisé comme levier par George Marshall en 1945-1946 pour tenter de modérer un règlement à l'imminente guerre civile chinoise. Ils retournèrent au camp Pendleton et furent désactivés le 1er octobre 1949.

### Guerre de Corée

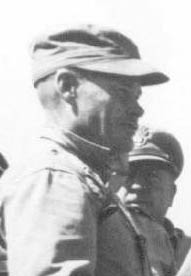
Col. Chesty Puler à Inchon menant le 1er Marines

La guerre de Corée a relancé la constitution du Marine Corps. En conséquence, le régiment a été rétabli le 4 août 1950. Le 15 septembre, la 1re division de Marines, dont le 1er Marines, attaquent les plages d'Inchon.
Le régiment a ensuite pris part à la libération de Séoul et plus tard à la campagne du réservoir de Chosin. Pendant les deux ans et demi suivants, le 1er Marines a continué à combattre les Nord-Coréens et les communistes chinois. Après la fin des hostilités en juillet 1953, le régiment est resté en Corée et a agi comme force défensive contre d'éventuelles tentatives communistes de relancer la guerre. Le 1er Marines retourne au camp Pendleton en avril 1955. Il y reste pendant les dix années suivantes, à l'exception d'un bref déploiement dans la baie de Guantanamo, à Cuba et dans les Caraïbes pendant la crise des missiles cubains de 1962.

### La guerre du Vietnam
Avec l'intensification de l'implication américaine dans la guerre du Viêt Nam en 1965, le régiment est envoyé en Extrême-Orient cet été-là. En janvier 1966, l'ensemble du régiment avait achevé son déménagement au Vietnam. La première opération majeure de la guerre pour un bataillon du 1er Marines fut l'opération Harvest Moon en décembre 1965.
À l'automne 1967, le 1er Marines opérait en permanence dans le secteur nord de la zone tactique du 1er corps d'armée. L'hiver suivant, les communistes ont lancé leur offensive tous azimuts. L'ennemi a envahi Hue, l'ancienne capitale impériale. Entre le 31 janvier et le 2 mars 1968, des éléments du 1er Marines, commandés par le colonel Stanley Hughes, ainsi que d'autres unités de l'US Marine et Sud-Vietnamiennes, se sont battus pour reprendre le contrôle de la ville. Des combats de rue acharnés et des combats au corps à corps ont caractérisé la bataille. Hue a finalement été repris après que l'ennemi eut perdu près de 1 900 morts. Le régiment est resté déployé au Sud-Vietnam pendant les deux ans et demi suivants, participant à de nombreuses opérations, grandes et petites. Le 28 juin 1971, les derniers membres du régiment quittent Danang pour retourner aux États-Unis au MCB Camp Pendleton. Le 1st Marines était la dernière unité d'infanterie de marine à quitter le Vietnam.

### L'ère post-vietnamienne
Au printemps 1975, le 1er Marines fourni un soutien principal au Marine Corps Base au camp Pendleton pour la préparation d'un camp pour héberger les réfugiés vietnamiens au cours de l'opération Nouveautés. En 1983, le 1er Marines a été chargé de fournir l'élément de combat au sol pour le WESTPAC MAU. Depuis la création des unités expéditionnaires (MEU) capables d'opérations spéciales (SOC) à l'appui des opérations dans le Pacifique occidental, le 1er Marine Regiment est le régiment SOC de la 1st Marine Division.

### Opération Desert Storm et émeutes de LA
En août 1990, l'Irak a envahi le Koweït et le 1er Marines  fut déployé en appui de l'opération Desert Shield. Le 30 décembre 1990, le 1er Marines a été désigné comme Task Force Papa Bear. L'équipe spéciale a attaqué le Koweït le 23 février et a poursuivi sa marche vers les environs de l'aéroport international de Koweït, où les hostilités ont cessé le 27 février.
Du 1er au 11 mai 1992, des éléments du régiment sont déployés pour effectuer des opérations de lutte contre les émeutes dans le cadre de la Force opérationnelle interarmées marine air sol de Los Angeles. Ils ont joué un rôle de premier plan dans la répression des troubles urbains dans centre-sud de Los Angeles .

### Opération Iraqi Freedom
En janvier 2003, le 1er Marines est déployé pour l'opération Iraqi Freedom. Organisé en tant que force opérationnelle interarmes de 5 000 hommes, connue sous le nom de première équipe de combat régimentaire (RCT-1), le régiment s'est frayé un chemin du Koweït à Bagdad, avec des actions importantes à Nassiriya, Kut et Bagdad. Le 5 avril, le colonel Joe D. Dowdy, commandant, a été relevé sur ordre du général de division James Mattis et remplacé par le colonel John Toolan, un acte très inhabituel à la suite de l'effondrement du régime. Le RCT a mené des opérations de sécurité et de stabilité à Bagdad et Hilla jusqu'au retour chez lui tout au long de l'été 2003.
En février 2004, le 1er Marines a été déployés dans la province d'Al-Anbar en Irak. À leur arrivée sur le théâtre, les Marines se sont transformés en RCT-1 et ont effectué une relève avec la 3e brigade de la 82e division aéroportée. LE RCT-1 se composait de plusieurs grands commandements subordonnés de la 1re division de marines et de divers petits équipements de l'ensemble du Marine Corps.

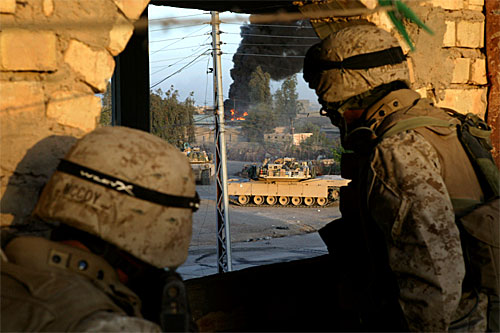
Marines du 1er régiment de Marines à Falloujah

La zone d'opération du RCT comprenait de nombreuses villes, dont la plus importante était Falloujah. Le 31 mars 2004, quatre citoyens américains travaillant pour Blackwater USA ont été attaqués, mutilés et pendus sur un pont de la ville. Le 7 avril 2004, l'opération Vigilant Resolve a été lancée en réponse à ces meurtres. Après d'intenses combats urbains, une résolution politique a été signée et le régiment a reçu l'ordre de quitter la ville.
Tout au long des mois de septembre et octobre 2004, la présence d'insurgés a augmenté à Falloujah. Dirigée par la 1re division de Marines, l'opération Phantom Fury a commencé par un assaut au nord de la ville, avec quatre bataillons d'infanterie. Désigné pour assurer l'effort principal de la division, le RCT-1 (3e bataillon, 1er Marines) a franchi la ligne de départ le 7 novembre 2004. Après douze jours de combats urbains intenses, la 1er Marine Division avait vaincu les insurgés et réussi à se frayer un chemin jusqu'à l'extrémité sud de la ville en capturant la moitié ouest de Falloujah. Le 1er Marines sont retournés au camp Pendleton, en Californie, en avril 2005.

## Honneurs
Le 1er Marines a reçu 12 Presidential Unit Citations (3 pour la Seconde Guerre mondiale, 3 pour la guerre de Corée, 5 pour la guerre du Viêt Nam, 1 pour la guerre d'Irak), 2 Navy unit commendations et 1 Meritorious unit commendation.

## Récipiendaires de la médaille d'honneur
Dix-neuf Marines du 1er Marines ont reçu la médaille d'honneur : 7 pendant la Seconde Guerre mondiale, 10 pendant la guerre de Corée et deux pendant la guerre du Vietnam,.
| La Seconde Guerre mondiale - Capt Everett P. Pope, Peleliu - Pfc William A. Foster, Okinawa - Sgt Elbert L. Kinser, Okinawa - Cpl John P. Fardy, Okinawa - Pvt Dale M. Hansen, Okinawa - Cpl Louis J. Hauge, Jr., Okinawa | guerre de Corée - Pfc Walter C. Monegan, Jr. - Pfc Stanley R. Christianson - 1er lieutenant Henry A. Commiskey - Pfc William B. Baugh - Maj Reginald R. Myers - Capt Carl L. Sitter - TSgt Harold E. Wilson - Cpl Charles G. Abrell - Pfc Edward Gomez - Cpl Joseph Vittori | La guerre du Vietnam - Pfc Gary W. Martini - Sgt Alfredo C. Gonzalez |